# Tommaltach mac Indrechtaig
Tommaltach mac Indrechtaig (zm. 790 r.) – król Dál nAraidi jako Tommaltach I mac Indrechtaig od 776 r. oraz król Ulaidu (Ulsteru) od 789 r. do swej śmierci, syn Indrechtacha mac Lethlobair (zm. 741 r.), króla Dál nAraidi.
Tommaltach należał do głównej panującej dynastii Dál nAraidi, znanej jako Uí Chóelbad w Mag Line, na wschód od miasta Antrim w obecnym hrabstwie Antrim. W 776 r. postanowił zdobyć władzę nad Dál nAraidi. Uzyskał pomoc Eochaida mac Fíachnai (zm. 810 r.) z Dál Fiatach, syna króla Ulaidu Fiachny IV mac Áeda Róin. Ci odnieśli zwycięstwo w bitwie pod Drong, w której zginęli król Cináed I Ciarrge i jego sprzymierzeniec, Dúngal król Uí Tuirtri (plemię Airgialla na zachód od jeziora Lough Neagh). 
W 783 r. Tommaltach musiał bronić swą pozycję. W bitwie pod Dumae Achaid (Dunaughey, ob. hr. Antrim) pokonał swych wrogów. Zginął między innymi Fócartae, potomek Cú Allaida. Gdy w r. 789 zmarł Fiachna IV mac Áeda Róin, król Ulaidu, Tommaltach zaangażował się w zwycięską dla siebie wojnę o schedę po nim. Jednak niezbyt długo cieszył się władzą, bowiem zmarł w 790 r. wraz z innymi osobami. Roczniki Ulsteru podają pod tym rokiem wielką rzeź mieszkańców Ulsteru z rąk Dál nAraidi. Zaś według „Roczników z Clonmacnoise” dokonali tego mieszkańcy Dál Riaty. Ta druga wersja jest bardziej prawdopodobna. W wyniku obcego najazdu królestwo Dál nAraidi zaczęło tracić na znaczeniu. Tron Dál nAraidi przeszedł na Bressala mac Flaithrí, syna króla Flaithróe mac Fiachrach (zm. 774 r.). Natomiast Ulaid objął w posiadanie Eochaid VI mac Fíachnai, syn Fiachny IV. Wnukiem Tommaltacha był Lethlobar II mac Loingsig (zm. 873 r.), przyszły król Dál nAraidi i Ulsteru. Ten podniósł na znaczeniu Dál nAraidi, ale nie na długo.